# Verbenon
Verbenon bezeichnet die zwei Enantiomere (+)-Verbenon und (−)-Verbenon.
Es sind farblose Flüssigkeiten mit der Summenformel C10H14O, die zu den Monoterpen-Ketonen zählen. Beide besitzen einen minzartigen Geruch, der sich beim Erwärmen verstärkt.

## Isomere
| Name           | (+)-Verbenon                                                    | (−)-Verbenon                                                                 |
| Andere Namen   | D-Verbenon (1R,5R)-4,6,6-Trimethyl-bicyclo[3.1.1]hept-3-en-2-on | L-Verbenon (1S,5S)-4,6,6-Trimethyl-bicyclo[3.1.1]hept-3-en-2-on Levoverbenon |
| Strukturformel |                                                                 |                                                                              |
| CAS-Nummer     | 18309-32-5                                                      | 1196-01-6                                                                    |
| CAS-Nummer     | 80-57-9 (undefiniert)                                           |                                                                              |
| EG-Nummer      | 242-195-7                                                       | 214-807-2                                                                    |
| EG-Nummer      | 201-292-4 (undefiniert)                                         |                                                                              |
| ECHA-Infocard  | 100.038.344                                                     | 100.013.461                                                                  |
| ECHA-Infocard  | 100.001.176 (undefiniert)                                       |                                                                              |
| PubChem        | 65724                                                           | 92874                                                                        |
| PubChem        | 29025 (undefiniert)                                             |                                                                              |
| Wikidata       | Q55929359                                                       | Q6535827                                                                     |
| Wikidata       | Q421151 (undefiniert)                                           |                                                                              |

## Vorkommen und Darstellung

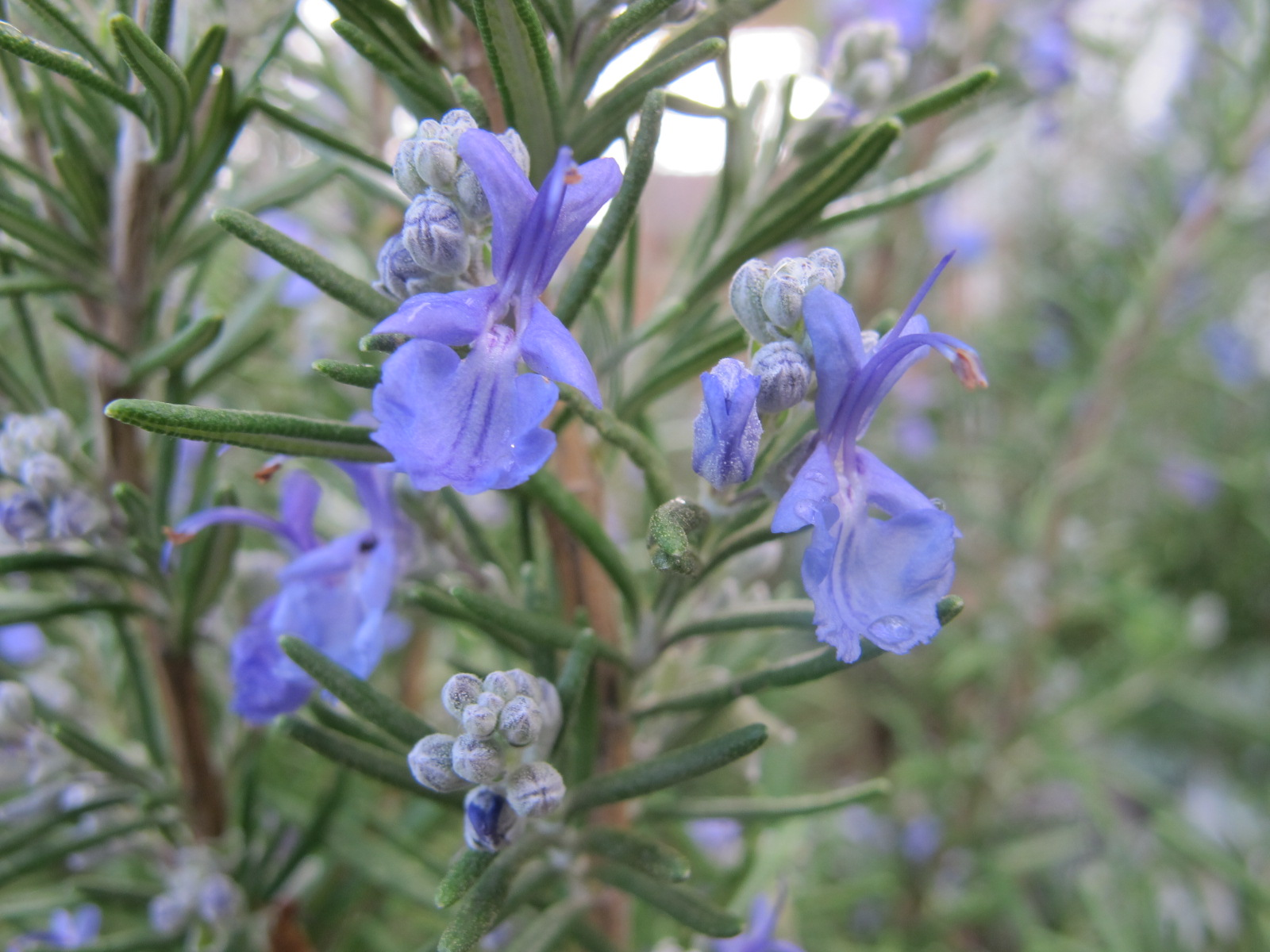
Rosmarin

Verbenon kommt in Echtem Eisenkraut und  ätherischen Ölen, beispielsweise von Rosmarin (Rosmarinus officinalis) und von Zitronenverbene (Aloysia citrodora), vor. Für Borkenkäfer stellt es wie auch das Verbenol ein Pheromon dar. Während der Lockstoff Verbenol dazu führt, dass sich noch mehr Käfer auf einem Baum versammeln (Aggregation), stößt Verbenon hingegen weitere Käfer ab, die so bisher unbefallene Bäume aufsuchen. Das Keton kann aus Pinen auch künstlich hergestellt werden.

## Eigenschaften
Verbenon ist brennbar, der Flammpunkt liegt bei etwa 85 °C. Der Stoff ist gut löslich in Ethanol und anderen organischen Lösungsmitteln, jedoch fast nicht in Wasser.

## Verwendung
Verbenon dient als Duftstoff und wird auch als Mittel gegen den Buchdrucker-Borkenkäfer eingesetzt, wobei es als Repellent wirkt, der die Käfer abschreckt. In der EU ist Verbenon als Racemat durch die Verordnung (EG) Nr. 1334/2008 (Aromenverordnung) mit der FL-Nummer 07.196 als Aromastoff für Lebensmittel zugelassen.